# Trine Göpfert
Trine Göpfert  (* 19. Juni 2005) ist eine deutsche Nordische Kombiniererin.

## Werdegang
Göpfert, die als Kind von ihrer Mutter trainiert wurde, begann im Grundschulalter mit dem Skilanglauf. Als Siebenjährige machte sie ihre ersten Skisprünge. 2019 wurde Göpfert erstmals in den DSV-Kader aufgenommen, damals noch als Spezialspringerin. Ihre ersten internationalen Wettkämpfe bestritt sie daher im Skispringen. Bereits seit dem Sommer 2018 trat sie aber auch bei Wettbewerben in der Nordischen Kombination an. Ihren ersten Sieg feierte sie am 10. August 2021 beim Alpencup-Rennen in Klingenthal. Zur Saison 2021/22 wechselte sie endgültig zur Nordischen Kombination und ist seitdem in dieser Sportart DSV-Kaderathletin.
Beim Europäischen Olympischen Winter-Jugendfestival 2023 in Planica und Tarvis gewann Göpfert die Goldmedaille im Einzel nach der Gundersen-Methode vor Greta Pinzani. Im Mixed-Team wurde sie Dritte. Anfang Februar 2023 lief sie beim Einzelrennen der Nordischen Junioren-Skiweltmeisterschaften 2023 im kanadischen Whistler auf den sechsten Platz. Zwei Wochen später debütierte sie im Continental Cup, dem Unterbau zum Weltcup. Göpfert gewann den Supersprint und belegte beim zweiten Gundersen-Rennen den zweiten Rang. Im April 2023 zog sich Göpfert einen Syndesmosebandriss im linken Sprunggelenk zu.
Ihren ersten Wettkampf nach der Verletzung bestritt Göpfert im Februar 2024 Continental Cup in Eisenerz. Ihr bestes Resultat an diesem Wochenende war der elfte Rang. Obwohl Göpfert bei ihrem Grand-Prix-Debüt am 28. August 2024 die fünftbeste Sprungleistung zeigte, trat sie nicht zum Langlauf an. Bei den Deutschen Meisterschaften 2024 in Oberhof verpasste sie als Vierte sowohl im Einzel als auch im Teamsprint die Medaillenränge.
Am 21. Dezember 2024 debütierte Göpfert in Ramsau im Weltcup. Sie erreichte den 25. Platz. Mitte Januar nahm sie an einem Weltcup-freien Wochenende in Schonach an Continental-Cup-Rennen teil, gewann dort den Massenstart und wurde Zweite hinter Nathalie Armbruster im Compact-Format. Bei den Nordischen Junioren-Skiweltmeisterschaften 2025 in Lake Placid gewann sie gemeinsam mit Ronja Loh Bronze im Teamsprint. Zwei Tage später wurde sie auch im Einzelrennen hinter Ingrid Låte und Teja Pavec Dritte. Zum Abschluss wurde sie gemeinsam mit Jonathan Gräbert, Ronja Loh und Richard Stenzel Junioren-Weltmeisterin im Mixed-Team. Bei den Nordischen Skiweltmeisterschaften 2025 in Trondheim belegte sie im Massenstart den 17. Platz. Im Mixed-Team und beim Einzel nach der Gundersen-Methode wurde Göpfert nicht eingesetzt. Göpfert schloss die Saison auf Rang 31 in der Gesamtweltcupwertung ab.

## Erfolge

### Continental-Cup-Siege im Einzel
| Nr. | Datum            | Ort      | Disziplin                 |
| --- | ---------------- | -------- | ------------------------- |
| 1.  | 18. Februar 2023 | Rena     | Supersprint Normalschanze |
| 2.  | 24. Januar 2025  | Schonach | Massenstart Normalschanze |

## Statistik

### Weltcup-Platzierungen
| Saison  | Platz | Punkte |
| ------- | ----- | ------ |
| 2024/25 | 31.   | 112    |

### Continental-Cup-Platzierungen
| Saison  | Platz | Punkte |
| ------- | ----- | ------ |
| 2022/23 | 07.   | 212    |
| 2023/24 | 41.   | 060    |
| 2024/25 | 13.   | 190    |

### Platzierungen bei Deutschen Meisterschaften
| Jahr und Ort              | Wettbewerb | Wettbewerb |
| Jahr und Ort              | Einzel     | Teamsprint |
| ------------------------- | ---------- | ---------- |
| 2021 Oberhof/Zella-Mehlis | 09.        | —          |
| 2022 Hinterzarten         | 09.        | 05.        |
| 2024 Oberhof/Zella-Mehlis | 04.        | 04.        |

## Privates
Göpferts Vater Falk ist Langlauf-Trainer und war zeitweise im Deutschen Skiverband für die Lehrgangsgruppe Ia zuständig. Göpfert ging 5 Jahre in das Schigymnasium in Stams. Dort wurde sie von Oliver Krenn betreut. Nach ihrer Matura begann sie in Bayern eine Ausbildung zur Bundespolizistin.